# 日本地理教育学会
日本地理教育学会（にほんちりきょういくがっかい）は、地理教育の分野を扱う日本の学会。事務局は東京学芸大学内にある。
会の目的は、「地理学とその応用特に地理教育の発達普及を図ること」である。地理学的な研究とその応用としての地理教育の研究の融合がめざされている。
会員には、大学で研究・教育に従事する研究者のほか、小学校、中学校、高等学校などの教員が多いのが特徴であり、地理教育のあり方をめぐる議論や、教材の提供に関する議論も活発に行われる。したがって『新地理』には地理学的研究の成果のほか、教員が学校教育現場において実施した教育実践を基盤とした優れた研究成果も多数掲載される。

## 沿革
- 1950年 - 設立[2][3]。
- 1952年 - 機関誌『新地理』第1巻を刊行[3]。
- 2025年 - 学生会費制度を創設[3]。

## 活動
- 研究発表会、協議会、講演会の開催[1]。
  - 大会: 年に一度開かれる。
  - 例会: 年に数回開かれており、原則として参加費は無料で、非会員の参加も可能である[4]。
  - 合同シンポジウム・ミニシンポジウム。
  - 全国地理学専攻学生卒業論文大会: 毎年3月の中旬にオンラインで行われる[注釈 1]。全国の地理学専攻学生が卒業研究を発表する場である。
- 見学、研究旅行、協同調査の実施[1]。
- 地理学およびその応用技術に関する研究調査の連絡と奨励、助成[1]。
- 地理教育の改善、発達に関する重要事項の企画とその実施[1]。
- 機関誌『新地理』その他の刊行物の発行[1]。
- 内外の学術、教育、文化諸団体、その他諸機関との連絡[1]。
- その他本会の目的を達成するために必要な事業[1]。

## 出版物
機関誌『新地理』――1952年（昭和27年）5月創刊。判型はB5。
会員の研究成果を論文・報告等として公表することを目的としたものであり、地理教育に関する調査・研究・実践を促進することに貢献してきた。論説、研究ノート、授業実践報告、書評、学会記事などから構成される。論文の掲載にあたっては査読制度を実施し、論文の水準の維持と向上に努めている。本学会の会員ならだれでも投稿可能である。
本誌の特徴として、大学研究者の研究報告のみならず、小学校、中学校、高等学校教員からの研究報告の双方が掲載され、全体として、地理教育の発達と普及が図られた地理学の学術研究である点があげられる。とくに本誌を特徴づける地理教育のあり方をめぐる研究者の論文は地理学関係の他の学術誌にはない。また、地理学関係の他の機関誌と重複するテーマに関するものに、オーソドックスな方法をとるものや最新の地域調査の成果に基づくものが多く、地理教育の発達と普及に貢献する内容を有し、地理教育研究の促進につながる小・中・高の現場からの報告が掲載される点で、地理学と地理教育の研究・実践が融合への寄与という本誌の役割を特徴付けている。
本誌の掲載記事は圧倒的に日本語によるものであるが、すべての記事(学会記事を除く)のタイトルおよび著者の連絡先を英文で表記するとともに、論説・展望については必ず、他の記事については可能な範囲で英文抄録を掲載し、日本における地理学研究と応用、地理教育の動向が国際的に理解されるように務めている。
国際化が進むなかでグローバルな地域理解が求められているとともに、教育のあり方が問われている現代社会において、地理教育の社会的意義が再認識されつつあり『新地理』の役割はますます重要性を増している。
投稿のあった論文は、編集委員会に諮った上で、当該分野の相応しい学会員（専門家が見当たらない場合は非学会員も含む）レフェリーを1名依頼し、編集委員の中から担当者を決め、レフェリーの見解を元に担当委員が意見を取りまとめて、編集委員会にて論文の採否、修正要望事項を審議決定する。

## 運営組織

### 役員
会長、副会長、常任委員長、常任委員、評議員、監査がおかれている。

### 委員会

#### 専門委員会
常任委員会のもとに庶務委員会、会計委員会、編集委員会、集会委員会、企画委員会がおかれている。